# Man on a Ledge
Man on a Ledge (bra: À Beira do Abismo; prt: Um Homem no Limite) é um filme estadunidense de 2012, dos gêneros suspense, policial e ação, dirigido por Asger Leth.

## Elenco
- Sam Worthington como Nick Cassidy[3]
- Elizabeth Banks como Lydia Mercer[3]
- Jamie Bell como Joey Cassidy[4]
- Anthony Mackie como Mike Ackerman
- Génesis Rodríguez como Angela 'Angie' Maria Lopez
- Ed Harris como David Englander.[5][6]
- Kyra Sedgwick como Suzie Morales[7]
- Edward Burns como Jack Dougherty
- Titus Welliver como Dante Marcus
- William Sadler como Frank Cassidy e criado de quarto
- J. Smith-Cameron como Psiquiatra